# المخطوفة (فلم 1991)
فلم المخطوفة هو فلم مصري تم إنتاجه عام 1991، وهو بطولة كل من أحمد زكي، وكمال الشناوي، وليلى علوي، وأمينة رزق، وأيضا نجوى الموجي، ومظهر أبو النجا، ووائل نور وإبراهيم عبد الرازق. الفلم إخراج شريف يحيى وقصة بسيوني عثمان وسيناريو بسيونى عثمان وحوار بسيونى عثمان وتصوير كمال كريم وموسيقى ميشيل المصري وإنتاج أفلام جمال الليثي.

## قصة الفلم
يعول حسين الشاب العصامي أمه وأخته من دخل سيارة الأجرة التي يمتلكها. تصدمه الفتاة الثرية نفين بسيارتها فتحطم سيارته. يقودها إلى قسم الشرطة بعد أن يعتدي عليها ضربًا. يصل والدها راتب بركات رجل الأعمال الكبير صاحب السلطة والنفوذ. يثور على حسين ويرفض أن يعوضه عن خسارته. تصاب الأم بأزمة صحية ويحتاج حسين إلى المال لعلاجها ويحاول الحصول عليه من راتب ولكنه يرفض. تموت الأم فتزداد ثورة حسين. يخطف نفين ويطالب راتب ب كبير. يرفض راتب الاستسلام ويتحدى حسين. يصل رجال الشرطة إلى المكان ومعهم راتب. ينهار حسين قبل أن يحدد موقفه وتنهال عليه طلقات رصاص الشرطة ليلقى مصرعه.